# Haloferax
Haloferax ist eine Gattung der Familie Haloferacaceae (LPSN und NCBI); früher wurde die Gattung in die Familie Halobacteriaceae gestellt.
Nach einer umfassenden Studie über extrem halophile Halobacteria wurden 1986 zwei der untersuchten Stämme als neue Arten charakterisiert, Haloarcula hispanica (Stamm Y27 alias ATCC 33960)  und Haloferax gibbonsii (Stamm MA2.38 alias ATCC 33959).
Die Art Haloferax volcanii bildet unter hohen Druck „gewebeähnliche“ Strukturen: Die Zelle hört auf sich zu teilen, wächst aber weiter und bildet mehrere Nukleoiden. Nach einiger Zeit bildet diese Struktur vom Rand zum Zentrum hin neue Membranen, es entstehen mehrere kleinere Zellen. Diese Zellen bilden ein zusammenhängendes Netzwerk. Es werden zwei verschiedene Arten von Zellen gebildet: Hoch und schmal in der Mitte der Kuppel und flacher und breiter an der Peripherie. Strukturen, die einer Vielzelligkeit gleichen, sind bei den Prokaryoten, also Bakterien und Archaeen, selten.
Das Genom von Haloferax massiliense wurde 2018 sequenziert.

## Genetischer Austausch
Zellen von Haloferax mediterranei und Zellen der verwandten Spezies Haloferax volcanii
können einen genetischen Austausch zwischen zwei Zellen durchlaufen (horizontaler Gentransfer, HGT).
Obwohl ein solcher genetischer Austausch normalerweise zwischen zwei Zellen derselben Spezies stattfindet, kann er auch mit niedrigerer Frequenz zwischen einer H. mediterranei- und einer H. volcanii-Zelle auftreten. Die beiden Spezies haben eine durchschnittliche Nucleotidsequenz-Übereinstimmung von 86,6 %.
Während dieses Austauschprozesses fusionieren zwei Zellen zu einer heterodiploiden Zelle, welche die beiden verschiedenen Chromosomen und somit das gesamte genetische Repertoire der beiden parentalen Zellen enthält. Dadurch wird die genetische Rekombination gefördert. Anschließend trennen sich die Zellen, wobei rekombinante Zellen entstehen können.

## Viren
Ein Beispiel für ein Haloferax parasitierendes Virus ist HFTV1 (Spezies Retbasiphovirus HFTV1, früher Haloferax tailed virus 29) aus der Familie Haloferuviridae (Ordnung Kirjokansivirales der Klasse Caudoviricetes, Morphotyp Siphoviren).
Ein weiteres Beispiel ist die Spezies Haloferacalesvirus HF1 alias Haloferax-Virus HF1 aus der Familie Hafunaviridae (Ordnung  Thumleimavirales der Klasse Caudoviricetes, Morphotyp Myoviren).

## Weiterführende Literatur
- A. Oren, A. Ventosa: International Committee on Systematic Bacteriology Subcommittee on the taxonomy of Halobacteriaceae. Minutes of the meetings, 16 August 1999, Sydney, Australia. In: International journal of systematic and evolutionary microbiology. Band 50, Nr. 3, Mai 2000, S. 1405–1407; doi:10.1099/00207713-50-3-1405, PMID 10843089 (englisch).
- Marina Torreblanca, F. Rodriguez-Valera, Guadalupe Juez, Antonio Ventosa, Masahiro Kamekura, Morris Kates: Classification of Non-alkaliphilic Halobacteria Based on Numerical Taxonomy and Polar Lipid Composition, and Description of Haloarcula gen. nov. and Haloferax gen. nov. In: Systematic and Applied Microbiology. Band 8, Nr. 1–2, Juli 1986, S. 89; doi:10.1016/s0723-2020(86)80155-2 (englisch).
- Joshua Mills, L. Johanna Gebhard, Florence Schubotz, Anna Shevchenko, Daan R. Speth, Yan Liao, Iain G. Duggin, Anita Marchfelder, Susanne Erdmann: Extracellular vesicle formation in Euryarchaeota is driven by a small GTPase. In: PNAS, Band 121, Nr. 10, 26. Februar 2024, e2311321121; doi:10.1073/pnas.2311321121 (englisch). Dazu:
  - Mikrobielle Comics: RNA als gemeinsame Sprache in extrazellulären Sprechblasen. Auf: EurekAlert! vom 27. Februar 2024.